# Võ Văn Việt
Võ Văn Việt (sinh ngày 08 tháng 11 năm 1957 tại xã Nghi Trung, Nghi Lộc, Nghệ An) là một sĩ quan cấp cao trong Quân đội nhân dân Việt Nam, hàm Trung tướng, nguyên là Bí thư Đảng ủy, Chính ủy Quân khu 4.

## Thân thế và sự nghiệp
Ông nhập ngũ năm 1975
Từ tháng 6 năm 1978 đến tháng 4 năm 1983, trưởng thành từ Chiến sĩ lên Trung đội trưởng, Đại đội trưởng Đại đội 2, Phó Tiểu đoàn trưởng quân sự Tiểu đoàn 26- Sư đoàn 9- Quân đoàn 4, tham gia chiến đấu ở chiến trường Campuchia.
Tháng 3 năm 1985, được cử đi học tại trường Quân chính Quân đoàn 4. Học xong về đơn vị tiếp tục chiến đấu với chức vụ mới Phó Tiểu đoàn trưởng Chính trị Tiểu đoàn 26- Sư đoàn 9- Quân đoàn 4.
Từ tháng 8 năm 1988, lần lượt được bổ nhiệm làm Phó Chủ nhiệm Chính trị, Chủ nhiệm Chính trị, rồi Phó Trung đoàn trưởng Chính trị Trung đoàn 3- Sư đoàn 9- Quân đoàn 4.
Từ 9 năm 1990 đến tháng 7 năm 1991, được cử đi học tại Học viện Chính trị Quân sự. Học xong được điều về công tác tại Bộ CHQS Nghệ An.
Tháng 3 năm 1992, được điều động giữ chức Phó Đại đội trưởng Chính trị Đại đội 23 (Đảo phó Chính trị).
Từ tháng 9 năm 1994 đến tháng 4 năm 2005, lần lượt được bổ nhiệm các chức vụ: Phó Trung đoàn trưởng Chính trị Trung đoàn 764, Phó Hiệu trưởng Chính trị kiêm quyền Hiệu trưởng Trường Quân sự Nghệ An và Phó Chủ nhiệm Chính trị, Chủ nhiệm Chính trị Bộ CHQS Nghệ An.
Từ tháng 12 năm 1996 đến tháng 8 năm 1997, được cử đi học tại Học viện Chính trị Quân sự.
Từ tháng 5 năm 2005 đến tháng 4 năm 2008, được bổ nhiệm giữ chức Chính ủy Bộ CHQS Nghệ An.
Từ tháng 8 năm 2007 đến tháng 7 năm 2008, được cử đi tham gia khóa học tại Học viện Chính trị - Hành chính quốc gia Hồ Chí Minh.
Tháng 4 năm 2008, được bổ nhiệm làm Phó Chủ nhiệm Chính trị Quân khu 4.
Tháng 10 năm 2009, giữ chức Chủ nhiệm Chính trị Quân khu 4.
Tháng 7 năm 2010, được thăng quân hàm Thiếu tướng.
Tháng 9 năm 2011, được bổ nhiệm Phó Chính ủy Quân khu 4.
Tháng 2 năm 2012, bổ nhiệm giữ chức Chính ủy Quân khu 4
Tháng 6 năm 2014, được thăng quân hàm Trung tướng.
Tháng 11 năm 2017, ông nghỉ hưu theo chế độ.
Thiếu tướng (2010), Trung tướng (2014)